# 宮崎村 (石川県)
宮崎村（みやざきむら）は、石川県珠洲郡に存在した村である。

## 地理

### 隣接していた市町村
- 村
  - 松波村・木郎村・小木村

## 歴史

### 沿革
- 1889年（明治22年）4月1日 町村制の施行により、珠洲郡九里川尻村、立壁村、四方山村、白丸村、長尾村、新保村、秋吉村、清真村及び河ヶ谷村を廃し、その区域をもって珠洲郡宮崎村を設置する。
- 1907年（明治40年）10月15日 珠洲郡木郎村、松波村及び宮崎村を廃し、その区域をもって珠洲郡木郎村を設置する。宮崎村の9大字は木郎村に継承。

## 行政

### 村長
| 代 | 人 | 氏名         | 就任 | 退任 | 備考 |
| -- | -- | ------------ | ---- | ---- | ---- |
| 1  | 1  | 北浜亮太郎   | 不詳 | 不詳 |      |
| 2  | 2  | 鍋谷甚平     | 不詳 | 不詳 |      |
| 3  | 3  | 北浜丈平     | 不詳 | 不詳 |      |
| 4  | 4  | 中島四郎兵衛 | 不詳 | 不詳 |      |